# Atypophthalmus perreductus
Atypophthalmus perreductus là một loài ruồi trong họ Limoniidae. Chúng phân bố ở miền Australasia.